# فيليستي
فيليستي (بالفرنسية: Félicité)‏، هي فيلم سينمائي فرنسي من نوع دراما، عرضت الفيلم بتاريخ 23 مايو 1979، من بطولة كريستين باسكال، وهي من إنتاج بلودي ماري برودكشنز، ظهرت الفتاة الصغيرة في نهاية تتر ببرنامج نادي السينما، والتي عرضتها التلفزيون المصري.

## قصة الفيلم
تدور أحداث الفيلم حول إمرأة غارقة في شرب الخمر والعمل المُخل بالأخلاق، وشعورها بالعار تجاه أمها المتسلطة.